# Padalcowate
Padalcowate (Anguidae) – rodzina jaszczurek z infrarzędu Diploglossa w rzędzie łuskonośnych (Squamata). Obejmuje formy zarówno wtórnie beznogie, jak i czworonożne, zamieszkujące najrozmaitsze biotopy i strefy klimatyczne. W Europie występuje padalec zwyczajny, żółtopuzik bałkański i padalec peloponeski.
Występujący w Polsce padalec zwyczajny jest objęty ochroną częściową.
Ciało padalcowatych jest pokryte grubymi łuskami, pod którymi znajdują się płytki kostne pochodzenia skórnego zwane osteodermami. Ogon stanowi 2/3 całkowitej długości ciała, jest bardzo łamliwy, po odrzuceniu przez zaatakowaną jaszczurkę ogon rozpada się na kilka kawałków, stąd wywodząca się z Ameryki nazwa jaszczurki szklane. Ogon nie jest w pełni regenerowany. Oczy osłonięte są nieprzezroczystymi, ruchomymi powiekami. Język dwuczęściowy – przednia część wąska, o kształcie zależnym od gatunku, tylna część gruba, mięsista, tworzy rodzaj pochwy. Padalcowate są jajorodne lub jajożyworodne. Prowadzą lądowy tryb życia. Żywią się bezkręgowcami.

## Systematyka
W rodzinie padalcowatych wyróżniane są następujące występujące współcześnie podrodziny:
- Anguinae Gray, 1825
- Anniellinae Cope, 1864 – jaszczurki pierścieniowate
- Gerrhonotinae Tihen, 1949

Opisano również podrodziny wymarłe:
- Glyptosaurinae McDowell & Bogert, 1954
- Odaxosaurinae Sullivan, 1982